# Hopea wyatt-smithii
Hopea wyatt-smithii là một loài thực vật thuộc họ Dipterocarpaceae. Đây là loài đặc hữu của Indonesia.